# Macrocarpaea kuelap
Macrocarpaea kuelap är en gentianaväxtart som beskrevs av Jason Randall Grant. Macrocarpaea kuelap ingår i släktet Macrocarpaea och familjen gentianaväxter. Inga underarter finns listade i Catalogue of Life.